# Nicolás Mayer
Nicolás Mayer (Santa Fe, Argentina, 15 de abril de 1996) es un baloncestista argentino que se desempeña como base en el Easo Loquillo de la Liga EBA de España.

## Trayectoria

### Comienzos
Comenzó a jugar al básquet en Club de Regatas de Santa Fe hasta que, a los 17 años, fue reclutado por Sionista de Paraná. Desde los 13 años que defiende los colores de la provincia de Santa Fe en los Torneos Provinciales de Selecciones. En la temporada de la LNB 2014/15 integra el plantel de Sionista que disputa la Liga de Desarrollo.

### Ferro
En la temporada 2015/16, disputa la Liga Nacional de Básquet con Ferro luego fichar como juvenil. También en la temporada 2015/16 se desarrolla la Liga de Desarrollo, sobre esto el entrenador Roberto Pavlotsky decía; "es una buena oportunidad para desarrollar los jugadores en competencia". En dicha competencia Nicolás Mayer fue el base titular, siendo uno de los jugadores más importantes del plantel junto con Lucio Delfino, Facundo Jeréz y Martín Cuello.

### Clubes
| Club          | País      | Año             |
| ------------- | --------- | --------------- |
| Ferro         | Argentina | 2014 - 2016     |
| Easo Loquillo | España    | 2016 - Presente |

## Estadísticas

### Totales
- Actualizado hasta el 10 de mayo de 2016.

| Club            | Temporada | Liga  | PJ | MIN | PTS | 2PM | 2PL | 3PM | 3PL | 1PM | 1PL | RO | RD | RT | ASI | ROB | BLO | FAL |
| --------------- | --------- | ----- | -- | --- | --- | --- | --- | --- | --- | --- | --- | -- | -- | -- | --- | --- | --- | --- |
| Ferro Argentina | 2015-2016 | LNB   | 13 | 46  | 6   | 0   | 2   | 2   | 7   | 0   | 0   | 1  | 2  | 3  | 4   | 1   | 0   | 3   |
| Ferro Argentina | Total     | Total | 13 | 46  | 6   | 0   | 2   | 2   | 7   | 0   | 0   | 1  | 2  | 3  | 4   | 1   | 0   | 3   |
| Total           | Total     | Total | 13 | 46  | 6   | 0   | 2   | 2   | 7   | 0   | 0   | 1  | 2  | 3  | 4   | 1   | 0   | 3   |

### Promedio
- Actualizado hasta el 10 de mayo de 2016.

| Club            | Temporada | Liga  | PJ | MPP | PPP | 2P% | 3P% | 1P% | RO  | RD  | RT  | ASI | ROB | BLO | FAL |
| --------------- | --------- | ----- | -- | --- | --- | --- | --- | --- | --- | --- | --- | --- | --- | --- | --- |
| Ferro Argentina | 2015-2016 | LNB   | 13 | 3,6 | 0,5 | 0%  | 29% | 0%  | 0,1 | 0,2 | 0,2 | 0,3 | 0,1 | 0   | 0,2 |
| Ferro Argentina | Total     | Total | 13 | 0,5 | 3,6 | 0%  | 29% | 0%  | 0,1 | 0,2 | 0,2 | 0,3 | 0,1 | 0   | 0,2 |
| Total           | Total     | Total | 13 | 0,5 | 3,6 | 0%  | 29% | 0%  | 0,1 | 0,2 | 0,2 | 0,3 | 0,1 | 0   | 0,2 |